# 吗啉
吗啉，分子式C4H9NO，或寫成O(CH2CH2)2NH。它是一种强碱，主要用作染料、树脂和蜡等的溶剂，也可用作乳化剂。這個雜環化合物既属于胺类又是醚类，仲胺氮原子令嗎啉具鹼性。嗎啉可和氫氯酸反應生成盐酸嗎啉。

## 製備
嗎啉在工業上常以硫酸將二乙醇胺脫水製得。

## 用途
工業用添加劑，用作調整化石燃料和核工厂蒸汽的pH值。这是由于嗎啉的挥发性和水差不多，因此吗啉和水的混合物無論在气态还是液态时二者比例都差不多。嗎啉與肼或氨一起常用於蒸汽系統中的防腐蝕劑，嗎啉在以上情况下緩慢分解。